# Christen Democratische Studenten
De Christen Democratische Studenten of CDS is een Vlaamse partijonafhankelijke christendemocratische politieke studentenvereniging die actief is in de verschillende Vlaamse studentensteden.
Het hoofddoel van CDS is om studenten warm te maken voor politiek in het algemeen en in het bijzonder voor de christendemocratische ideologie.

## Werking
CDS heeft als ambitie om studenten te informeren over allerlei politieke, maatschappelijke, economische, juridische, ethische en filosofische thema’s door in de verschillende studentensteden lezingen, debatten, workshops en discussieavonden te organiseren. Daarnaast geeft ze de kans aan studenten om hen te laten groeien in het vormen van een onderbouwde mening en deze te laten verschijnen in de vorm van deelname aan debatten en de publicatie van opiniestukken. Op die manier moedigt CDS studenten aan om hun eerste stappen te zetten in het brede maatschappelijke en politieke veld. Vervolgens helpt CDS ook om studenten te laten groeien in het ontwikkelen van een vlotte moderne communicatiestijl. Daarom biedt CDS ook de ruimte aan studenten om politiek actief te zijn op verschillende sociale media. Ten slotte staan bij CDS waarden als vriendschap en verbondenheid centraal en worden er ook talrijke ontspannende activiteiten georganiseerd doorheen het academiejaar.
Op het nationaal niveau draagt CDS bij aan de verdere uitbouw en modernisering van de christendemocratische ideologie en aan het wegen op het publieke debat via verschillende kanalen.
Op het internationale niveau vertegenwoordigt CDS de Vlaamse christendemocratie als lid van de European Democrat Students, de studenten- en jongerenorganisatie van de Europese Volkspartij (EVP/EPP).

## Structuur en bestuursorganen
De werking van CDS is georganiseerd op twee niveaus, enerzijds op dat van de kernen of afdelingen en anderzijds op het nationale of Vlaamse niveau. De afdelingen van CDS komen telkens overeen met een van de verschillende Vlaamse studentensteden. Het aantal actieve afdelingen van CDS fluctueert soms naargelang de mogelijkheid om een volwaardige werking te realiseren in een specifiek jaar in een specifieke studentenstad.
Op het niveau van de afdelingen zijn er afdelingsbesturen die elk jaar worden verkozen door de leden van de betreffende afdeling. De bestuursfuncties bestaan uit typische rollen zoals men die vindt bij verschillende verenigingen, zoals voorzitter, ondervoorzitter, penningmeester, secretaris, politiek secretaris en PR verantwoordelijke. Daarnaast worden er vaak ook een aantal functies ingevuld die specifiek verbonden zijn aan het studentenleven, zoals bijvoorbeeld cantor en zedenmeester.
Op het nationale niveau wordt CDS bestuurd door haar nationaal bestuur. Het nationale bestuur wordt voorgezeten door de nationaal voorzitter, die jaarlijks wordt verkozen door alle leden van CDS. De rest van het bestuur bestaat uit 1 afgevaardigde uit iedere afdeling. De bestuursleden uit de afleden vervullen daarbij een van de volgende rollen: ondervoorzitter, penningmeester, secretaris of PR-verantwoordelijke. Het nationaal bestuur heeft als taak om de werking van CDS op nationaal niveau in goede banen te leiden en de lokale afdelingen te ondersteunen waar nodig.
Daarnaast is CDS ook sterk internationaal actief, wat verder wordt toegelicht in het luik "Europese werking" op deze pagina.

## Geschiedenis
CDS is al sinds de jaren 1960 actief in haar afdelingen in de Vlaamse studentensteden Antwerpen, Brussel, Gent, Hasselt, Kortrijk en Leuven. De precieze startdatum voor de werking verschilt van afdeling tot afdeling.
CDS Nationaal, het overkoepelende orgaan van CDS boven de kernen, werd officieel opgericht als VZW in 1982.
Hieronder is er een overzicht van de voorzitters van CDS Nationaal en van de CDS kernen van de laatste jaren.
| Academiejaar | Nationaal Voorzitter                     | Voorzitter Antwerpen | Voorzitter Gent        | Voorzitter Leuven             |
| ------------ | ---------------------------------------- | -------------------- | ---------------------- | ----------------------------- |
| 2003-2004    |                                          |                      |                        | Evelyn Ballegeer              |
| 2004-2005    | Bart Devoldere                           |                      | Peter Vermeiren        | Sam Vandormael                |
| 2005-2006    | Michaël Merrigan                         |                      |                        | Isabelle Swennen              |
| 2006-2007    | Michael Merrigan                         | Olivier Elias        | Bart Bleyaert          | Sam Vandormael                |
| 2007-2008    | Frederik Jocqué                          |                      | Maarten Marechal       | Kim Christiaens               |
| 2008-2009    | Frederik Jocqué                          | Sam Voeten           | Maarten Marechal       | Kim Christiaens               |
| 2009-2010    |                                          |                      | Jasper Vandenbossche   |                               |
| 2010-2011    | Hannelore Goffin                         | Nick Robyn           | Kevin Defauw           | Joachim Daemen                |
| 2011-2012    | Joachim Daemen                           | Robrecht Lippens     | Jochen Devlieghere     | Rafaël Vermeiren              |
| 2012-2013    | Philippe Heeren                          | Bart Sips            | Jochen Devlieghere     | Wouter Van Butsel             |
| 2013-2014    | Bart Sips                                | Lynn Henricx         | Mark Casteleyn         | Wouter Van Butsel             |
| 2014-2015    | Carlo Lagae                              | Evi Degheldere       | Alexis Leenders        | Renier Vanhaerents            |
| 2015-2016    | Kevin Maas                               | Boudewijn Thönissen  | Alexis Leenders        | Toben Braeckeveldt            |
| 2016-2017    | Kevin Maas                               | Boudewijn Thönissen  | Thomas Belligh         | Robin De Cubber               |
| 2017-2018    | Thomas Belligh                           | Hans Jonker          | Daan De Schepper       | Philippe Van Walleghem        |
| 2018-2019    | Thomas Belligh                           | Herman Quintelier    | Jonah Penninck         | Pieter Vandeloo               |
| 2019-2020    | Daan De Schepper                         | Herman Quintelier    | Jonah Penninck         | Pieter Vandeloo / Zoë Debbaut |
| 2020-2021    | Jonah Penninck                           | Artak Poghosyan      | Jessica Van de Moortel | Zoë Debbaut                   |
| 2021-2022    | Jonah Penninck                           | Artak Poghosyan      | Sam Van den Sompel     | Chelsea Nshuti                |
| 2022-2023    | Damiaan Kiebooms / Franklin Klomp (a.i.) | Rik Smeets           | Ian Dumalin            | Tim Wirix                     |
| 2023-2024    |                                          | Rik Smeets           | Esmée Janssen          | Sander Vanmaercke             |
| 2024-2025    |                                          |                      |                        | Mats De Windt                 |

## Europese werking
Het engagement van CDS beperkt zich niet louter tot België, want CDS is ook full member van de European Democrat Students, de grootste politieke jongerenvereniging in Europa en de officiële studenten- en jongerenbeweging van de Europese Volkspartij (EVP/EPP).
CDS werd, als haar unitaire Belgische voorganger ESC (Etudiants Sociaux Chrétiens), full member van EDS in 1962, slechts één jaar na de oprichting van EDS en werd daarmee een van de eerste leden. CDS bleef lid tot en met 1970, toen de ESC uit elkaar viel door de splitsing van het Belgische partijpolitieke landschap en de splitsing van de CVP en PSC. Van 1975 tot en met 1978 was ze full member onder de naam VDS (Verenigde Democratische Studenten).
Na een lange periode van afwezigheid werd CDS in haar huidige vorm en onder haar huidige naam terug observer member van EDS in 1999 en vervolgens full member in 2001. Van 2001 tot en met 2013 speelde CDS een erg belangrijke rol binnen EDS en leverde verschillende bestuursleden, waaronder twee maal een secretaris-generaal. In 2014 verliet CDS EDS.
Na een korte periode van afwezigheid werd in het najaar van 2016 door het nationaal bestuur beslist om terug aansluiting te proberen vinden bij EDS. CDS werd in 2017 terug observer member van EDS op de Winter University in Malta en werd in 2018 uiteindelijk terug full member van EDS op de Winter University van Krakau.
Als full member van EDS heeft CDS het recht om afgevaardigden te sturen naar alle bijeenkomsten van EDS, om mee te stemmen in alle dossiers waarover EDS beslissingen neemt en om kandidaten naar voren te schuiven voor de verkiezingen van het bestuur van EDS. Verschillende CDS leden hebben op die manier doorheen de geschiedenis al bestuursfuncties bekleed binnen EDS.
| Academiejaar | Naam CDS lid          | Functie binnen EDS          | Opmerkingen                                                                           |
| ------------ | --------------------- | --------------------------- | ------------------------------------------------------------------------------------- |
| 1962-1963    | Jean-Augustin Roberti | Assistant Secretary General | Namens ESC, de voorloper van CDS voor de splitsing van het partijlandschap in België. |
| 1963-1964    | Jean-Augustin Roberti | Assistant Secretary General | Namens ESC, de voorloper van CDS voor de splitsing van het partijlandschap in België. |
|              |                       |                             |                                                                                       |
| 2003-2004    | Brecht Tessier        | Secretary General           | Secretaris-generaal is samen met voorzitter het hoogste mandaat binnen EDS.           |
| 2005-2006    | Christophe Van Impe   | Director of Communication   | /                                                                                     |
| 2011-2012    | Artur Issaev          | Area director               | /                                                                                     |
| 2012-2013    | Ann-Sofie Pauwelyn    | Secretary General           | Secretaris-generaal is samen met voorzitter het hoogste mandaat binnen EDS.           |
|              |                       |                             |                                                                                       |
| 2018-2019    | Zeger Saerens         | Vice-Chairman               | Vice-Chairman verantwoordelijk voor fundraising en de statuten                        |
| 2019-2020    | Thomas Belligh        | Vice-Chairman               | Vice-Chairman verantwoordelijk voor de conference resolutions en de working groups    |
| 2020-2021    | Thomas Belligh        | Vice-Chairman               | Vice-Chairman verantwoordelijk voor de conference resolutions en de working groups    |